# Museum Fünf Kontinente

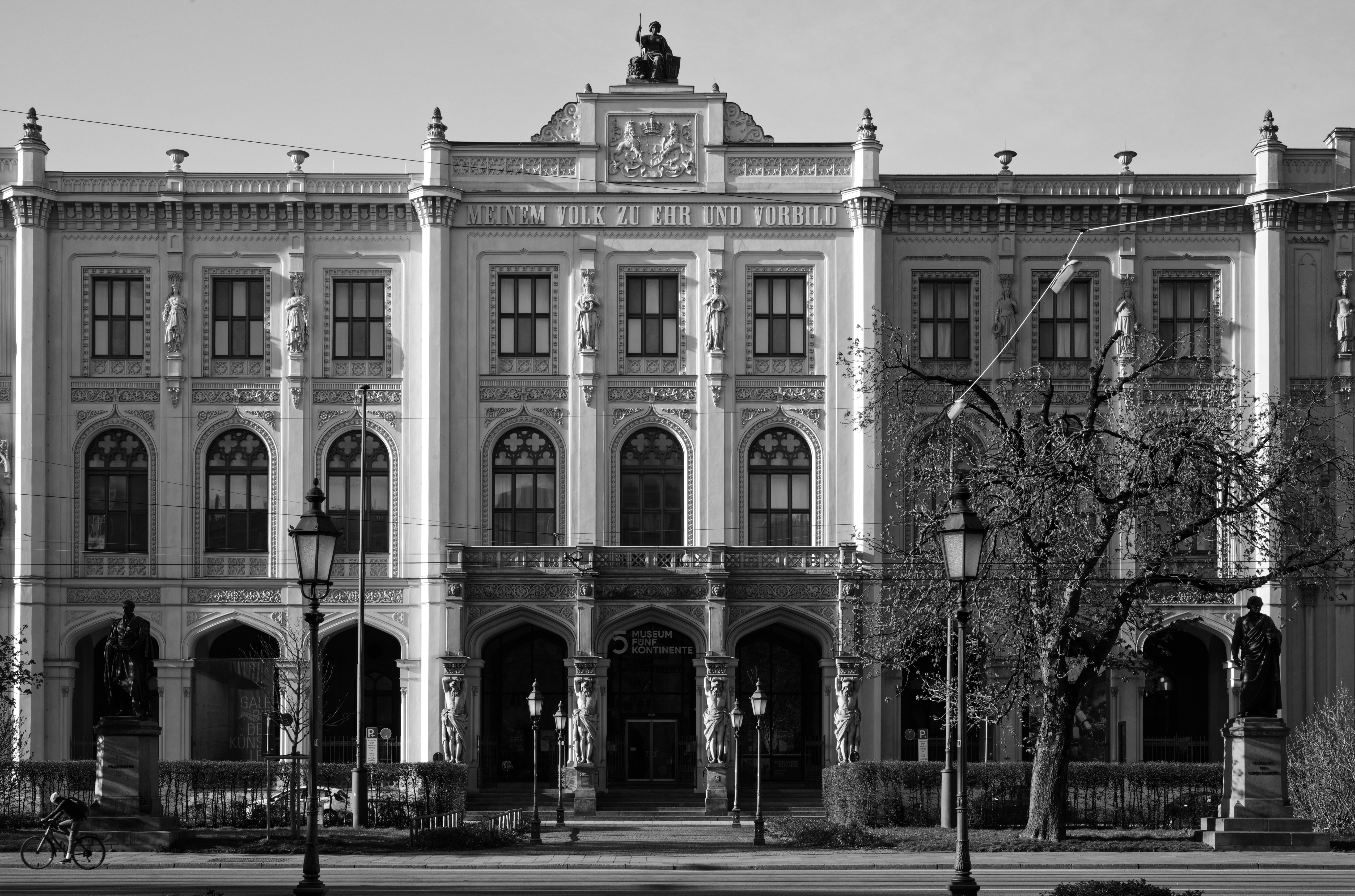
Museum Fünf Kontinente, 2023

Das Museum Fünf Kontinente ist ein ethnologisches Museum in der Maximilianstraße in München. Es wurde 1862 als erstes ethnologisches Museum in Deutschland als Königlich Ethnographische Sammlung gegründet.

## Allgemeines
In der Sammlung des Museums befinden sich über 160.000 Kunstwerke, Alltags- und Ritualgegenstände außereuropäischer Völker, 135.000 Fotografien und eine Fachbibliothek mit über 100.000 Büchern. Die Sammlungen des Hauses Wittelsbach bildeten hierfür die historische Basis.
Ständige Ausstellungen und themenbezogene Sonderausstellungen zeigen Gemeinsamkeiten und Unterschiede der verschiedenen Kulturen.

## Geschichte des Museums
1835 richtete der Würzburger Arzt und Naturforscher Philipp von Siebold, der von 1823 bis 1830 in Japan gelebt hatte, einen Brief mit ausführlicher Skizze an König Ludwig I. von Bayern. Darin erläuterte er seinen Vorschlag, in München ein ethnologisches Museum zu gründen. Siebold erwies sich mit dieser Forderung als Vordenker einer Entwicklung in Europa, die vor allem in der zweiten Hälfte des 19. Jahrhunderts zur Gründung zahlreicher ethnologischer Museen führte. Die Herausbildung der Ethnologie als wissenschaftliche Disziplin ging damit Hand in Hand. Umgesetzt wurde Siebolds Plan im Jahr 1862: Ludwigs Sohn Maximilian II. wollte als engagierter Förderer von Wissenschaft und Kunst München zu einem führenden Zentrum im deutschsprachigen Raum erheben. Im Zuge dessen beschloss er die Gründung eines ethnologischen Museums in der bayerischen Hauptstadt, das von Beginn an der wissenschaftlichen Forschung verpflichtet war. Bereits seit 1820 waren nämlich auf Veranlassung des Hauses Wittelsbach erste ethnologische Sammlungen nach München gelangt, die sogenannten „Transatlantischen Sammlungen“ von Forschungsreisen nach Brasilien, der Südsee und Russisch-Amerika. Das Museum war zunächst im Galerie-Gebäude in den Hofgartenarkaden untergebracht, das sich aber als zunehmend ungeeignet erwies. In den Jahren 1925 und 1926 zog das Museum das heutige Gebäude in der Maximilianstraße um.
Eine Zweigstelle befand sich bis Ende 2017 im Residenzschloss Oettingen. Träger ist das Bayerische Staatsministerium für Wissenschaft und Kunst.
Direktoren
- 1862–1887: Moritz Wagner
- 1887–1907: Max Buchner
- 1907–1933: Lucian Scherman
- 1933–1956: Heinrich Ubbelohde-Doering
- 1957–1977: Andreas Lommel
- 1977–2001: Walter Raunig
- 2001–2010: Claudius Müller
- 2011–2017: Christine Kron
- seit 1. April 2018: Uta Werlich[5]

## Museumsname
Das erste ethnologische Museum in Deutschland änderte im Lauf seiner Geschichte mehrmals den Namen:
- 1862–1912: Königlich Ethnographische Sammlung
- 1912–1917: Königlich Ethnographisches Museum
- 1917–1954: Museum für Völkerkunde
- 1954–2014: Staatliches Museum für Völkerkunde
- seit Herbst 2014: Museum Fünf Kontinente[6]

## Gebäude

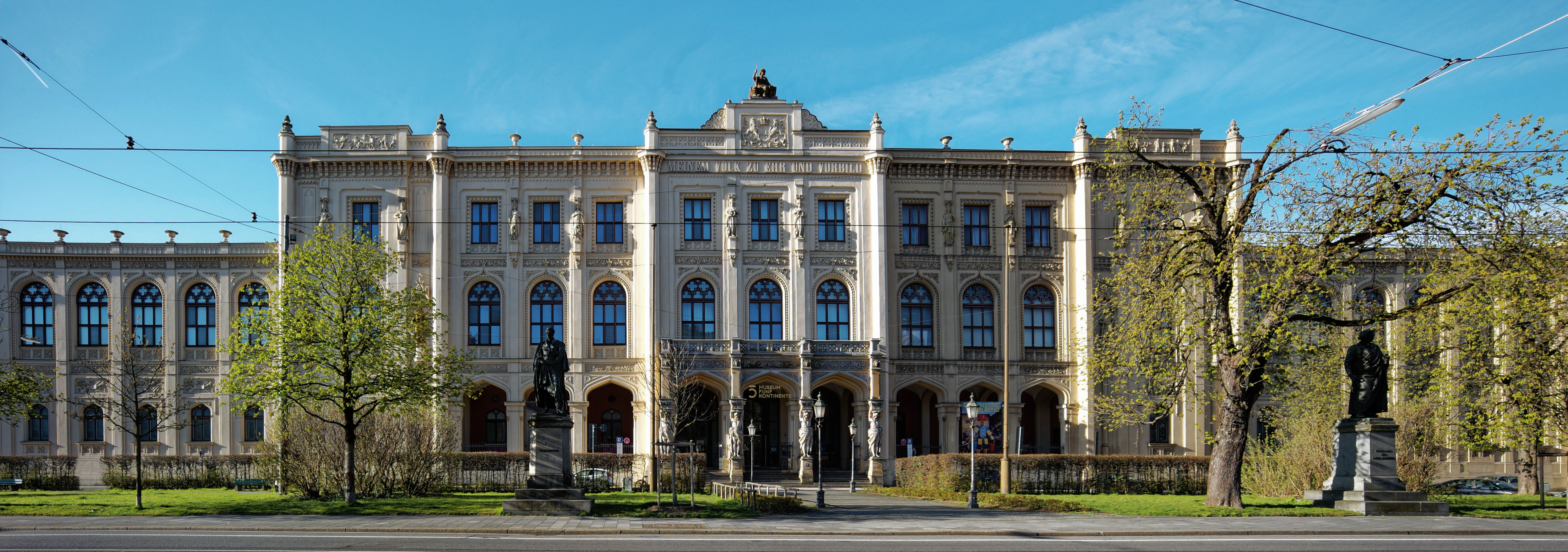
Gesamter Museumsbau

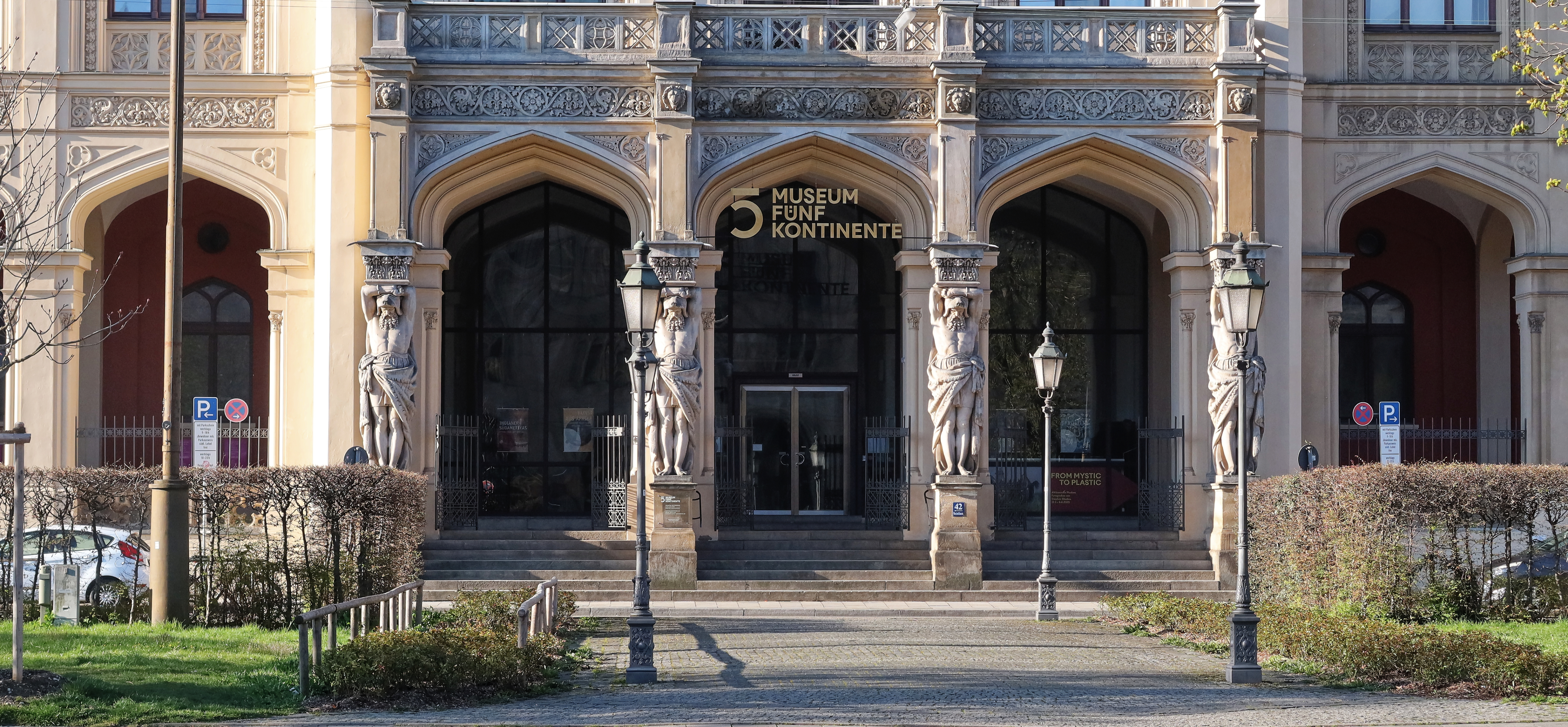
Museumseingang mit neuem Schriftzug

Der Museumsbau wurde 1859 bis 1865 von Eduard Riedel als Bayerisches Nationalmuseum errichtet, dessen Sammlungen seit 1900 in einem neuen Museumsbau an der Prinzregentenstraße untergebracht sind, da sich das Gebäude trotz seiner achtunddreißig Säle bald als zu klein erwies. Auftraggeber war König Maximilian II., auf dessen Initiative die Maximilianstraße errichtet wurde. Von 1906 bis 1925 diente das Gebäude dem Deutschen Museum als erster, provisorischer Ausstellungsbau. Seit 1926 ist das Völkerkundemuseum im Haus an der Maximilianstraße beheimatet.
Nachdem sich der Bauherr für den Bauplatz an dieser Stelle entschieden hatte, musste das 1858 bis zum Rohbau gediehene neue Gebäude des Taubstummendomizils auf Kosten des Stifters wieder abgetragen werden. Die Architektur des zweigeschossigen Monumentalbaus mit dreigeschossigen Mittel- und Eckrisaliten wurde vom englischen Perpendicular Style beeinflusst. Die Hauptfront ist 147 Meter lang und besteht aus fünf Blocks mit durchgehenden Arkaden und 25 Achsen mit einem reich verzierten Dachgesims. Der Eingangsbereich ist mit einer Loggia mit neun Achsen ausgestattet. Der ursprünglichen Widmung des Baus entsprechend schmücken im ersten Stock historische Fresken mit Szenen aus der bayerischen Vergangenheit einige Räume. Die königliche Inschrift „Meinem Volk zu Ehr und Vorbild“, in Großbuchstaben unter dem Dach angebracht, bezieht sich ebenfalls auf die Entstehungsgeschichte als Bau des Nationalmuseums.

## Sammlungsschwerpunkte
Neben den Kunstwerken und Alltagsgegenständen befinden sich auch mehr als 135.000 Bilddokumente in der Sammlung in Form von Glasplatten, Papierabzügen, Dias und Fotoalben. Die frühesten Aufnahmen stammen von 1870. Zu den herausragenden Werkgruppen gehören Aufnahmen von Expeditionen zu Beginn des 20. Jahrhunderts.

### Subsahara-Afrika

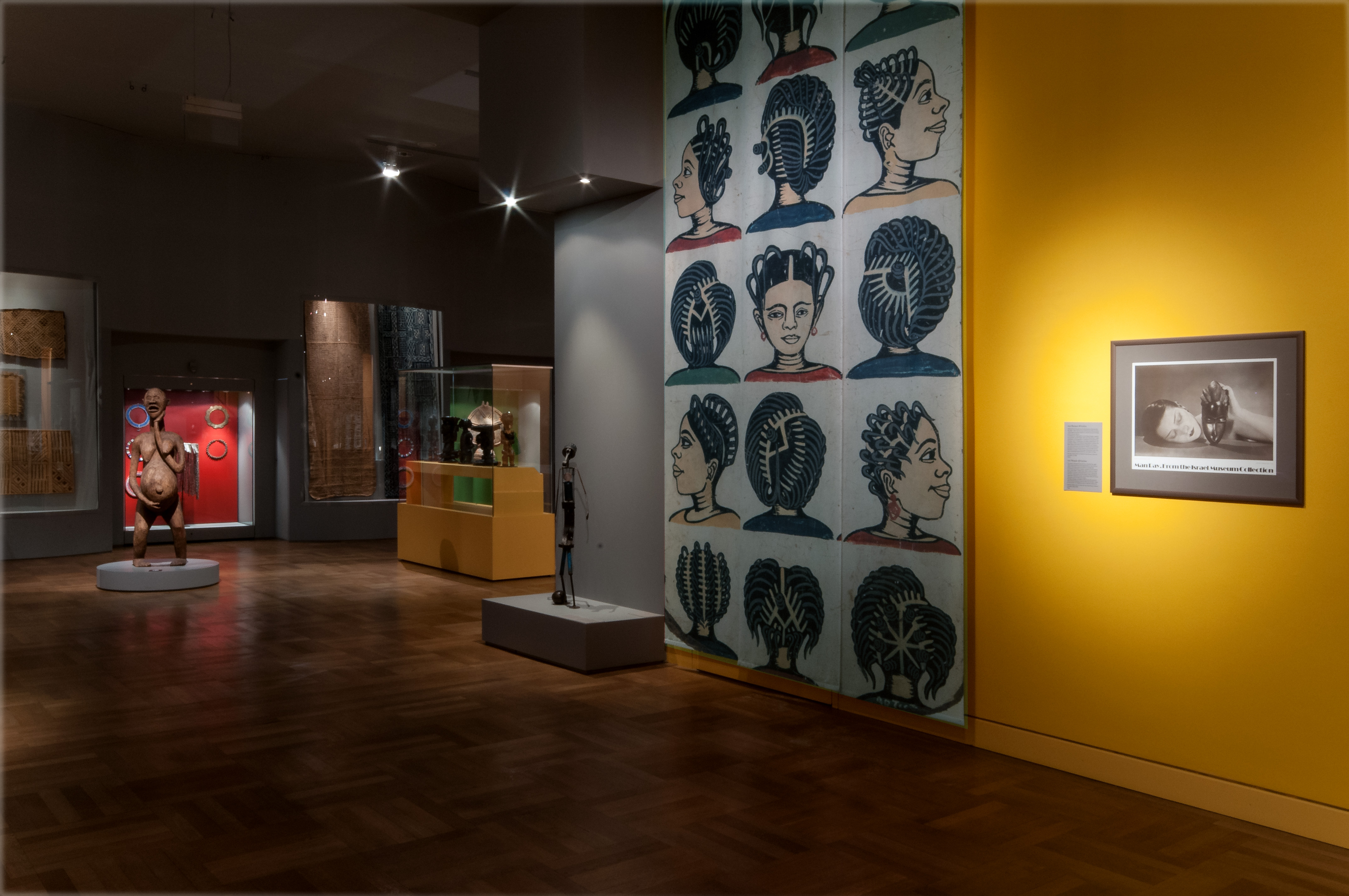
Blick in die im Herbst 2016 umgestaltete permanente Afrika-Ausstellung des Museums Fünf Kontinente

Afrika-Sammlung und permanente Afrika-Ausstellung „Lebendige Traditionen, Kreative Gegenwart. Kunst aus Afrika“: Die Sammlung Afrika umfasst etwa 26.000 Alltags-, Ritual- und Kunstgegenstände aus den Ländern und Regionen südlich der Sahara sowie von in dieser Wüste lebenden Bevölkerungsgruppen wie den Tuareg. Zur Sammlung Afrika zählen auch Objekte aus Madagaskar, während Gegenstände aus Nordafrika im Museum der Sammlung "Südwestasien-Nordafrika" (bis 2023: Sammlung "Orient") zugeordnet sind. Zur Sammlung gehören plastische Kunst mit Masken und Figuren, Skulpturen, Bronzen und Elfenbeinschnitzereien, Waffen sowie Silberhandwerk und Körperschmuck.
Die ältesten Bestände der Sammlung entstammen der Kunstkammer der Wittelsbacher Herrscher und umfassen Elfenbeinschnitzereien aus dem 16. und 17. Jahrhundert. Seit Gründung des Museums 1862 wurde die Sammlung durch Schenkungen und Ankäufe von zahlreichen Reisenden, Forschern, Kolonialbeamten und Missionaren, Ethnographica- und Kunsthändlern wie z. B. Max Buchner (1885), Friedl Martin (1893), Hugo Deininger (1905 und 1913), Ludwig Bretschneider (v. a. 1950er bis 1980er Jahre) sowie der Firma Umlauff (1926 und 1932) erweitert.
Dabei kristallisierten sich mehrere Sammlungsschwerpunkte heraus, z. B. Perlenarbeiten aus dem südlichen Afrika, Keramik- und Flechtarbeiten sowie christliche Volksmalerei aus Äthiopien. Eine umfangreiche Kollektion von Alltagsgegenständen verschiedener Ethnien Tansanias stammt von der Forschungsreise des Afrikanisten und Museumsmitarbeiters Meinulf Küsters in den Jahren 1927/28. Eine Besonderheit stellen die Schnitzwerke der Fang (Kamerun/Gabun) und Luba (Dem. Rep. Kongo), zentralafrikanische Kraftfiguren sowie Skulpturen der Yoruba (Nigeria/Republik Benin), darunter vor allem zwei Verandapfosten des berühmten Schnitzers Olowe von Ise (gest. 1938), dar. Die Kamerun-Sammlung zählte 3018 Inventarnummern im Jahr 2023.
Der Bereich der zeitgenössischen Kunst bildet gleichfalls einen Schwerpunkt der Sammlung. Fortlaufend werden Werke bedeutender zeitgenössischer Künstlerinnen und Künstler, die in Afrika oder in der Diaspora leben und in einer globalisierten Kunstwelt agieren, erworben. Beispiele sind Sokari Douglas Camp (Nigeria/Großbritannien), Ransome Stanley (Deutschland), Romouald Hàzoume (Republik Benin), Pieter Hugo (Südafrika), Kofi Setordji (Ghana) und El Loko (Deutschland/Togo).
Die permanente Ausstellung „Lebendige Traditionen, Kreative Gegenwart. Kunst aus Afrika“ präsentiert eindrucksvolle Beispiele traditioneller Kunst aus dem Afrika südlich der Sahara. Die Bandbreite reicht von höfischen Bronzen aus dem Reich Benin, Kraftfiguren aus der Kongoregion und Jahrhunderte alten filigranen Elfenbeinschnitzereien aus Westafrika bis hin zu Ahnenskulpturen oder Masken von Mali bis Tansania.
Die „Blauer Reiter“-Künstler Franz Marc und Wassili Kandinsky suchten und fanden in der Münchner Afrika-Sammlung Inspiration für ihre eigenen Arbeiten.
Einen besonderen Schwerpunkt der Ausstellung bilden Werke international bedeutender Gegenwartskünstler wie Romuald Hazoumé, El Loko, Pieter Hugo oder Ransome Stanley. Neu zu sehen sind ein Sarg in Form eines Sportschuhs des ghanaischen Künstlers Paa Joe sowie das interaktive Kunstwerk „La Source - Der sprechende Schuh“ des togoischen Diaspora-Künstlers Amouzou Amouzou-Glikpa.

### Amerika
Die Sammlung umfasst Kunst und materielle Kultur der indigenen Gesellschaften Amerikas.
- Nordamerika – Sammlung und permanente Ausstellung "Nordamerika: Indigene Kulturen von der Arktis bis zur Sonora-Wüste": Die Sammlung Nordamerika umfasst Bestände der First Nations aus Kanada sowie der Native Americans bzw. American Indians der Vereinigten Staaten von Amerika. Hinzu kommen Objekte der Inuit und anderer Ethnien aus dem Bereich der Arktis und Grönlands, darunter das älteste erhaltene Kajak der Welt aus dem Jahr 1577. Wahrscheinlich gelangte das Kajak bei einer Fahrt aus der Subarktik nach Holland. Das Schiff aus Seehundleder wurde dann zu Ausstellungszwecken Herzog Wilhelm V. von Bayern geschenkt. Die komplette Sammlung besteht aus rund 5000 Objekten, darunter Lederbekleidung, Federkopfschmuck und Masken. Die ältesten, etwa 1000 Pfeil- und Lanzenspitzen, stammen aus präkolumbischer Zeit. Der Großteil der Sammlung lässt sich vom Ende des 19. Jahrhunderts bis in die Gegenwart datieren, darunter Siebdrucke von indianischen Künstlern der Nordwestküste oder Specksteinschnitzereien der Inuit. Bedeutende Sammlungen wurden unserem Haus von Prinzessin Therese von Bayern, Otto Geist, Elk Eber, Vera Laski, Lorne Balshine und den Ehepaaren Larink und Walk anvertraut. Kunstvolle Alltagsgegenstände zeigen den Erfindungsreichtum und das breite Spektrum menschlicher Anpassung ihrer Schöpfer an ihre jeweilige Umwelt: Von den arktischen Jägern im Norden und den Fischern der Nordwestküste bis zu den Viehzüchtern (z. B. Navaho) und Feldbauern (z. B. Hopi und Zuñi) im Südwesten über die Bisonjäger der Plains und Prärie bis hin zu den ehemaligen Maispflanzern im Osten (z. B. Irokesen). Die permanente Ausstellung "Sonnentanz und Bisonjagd. Indianer Nordamerikas" zeigt die Vielfalt des indianischen Nordamerika auf und belegt eindrucksvoll den Erfindungsreichtum und das ästhetische Gefühl ihrer Schöpfer. Beispiele hierfür sind die berühmten Rabenmasken der Kwakiutl von der Nordwestküste, aufwändige Perlenstickereien der Sioux aus den Plains oder die handschmeichelnden Specksteinfiguren der Eskimo. Von den Kachina-Figuren der Hopi im Südwesten Nordamerikas ließen sich bereits Künstler der Klassischen Moderne beeinflussen.

- Südamerika: Die indianischen Ausstellungsstücke stammen überwiegend aus der Kultur der Inkas, aber auch aus anderen Kulturen im heutigen Bolivien und Peru. Zu den Sammlungsgegenständen zählen unter anderem:
  - Keramiken, Schmuck, Gefäße und Textilien
  - Objekte aus Gold, Silber und Holz
  - Kunst der Inka sowie der Indianer Mexikos[11]
  - Götter- und Kriegsfiguren
  - Masken
  - Mapuche[12]

### Südwest-Asien und Nordafrika

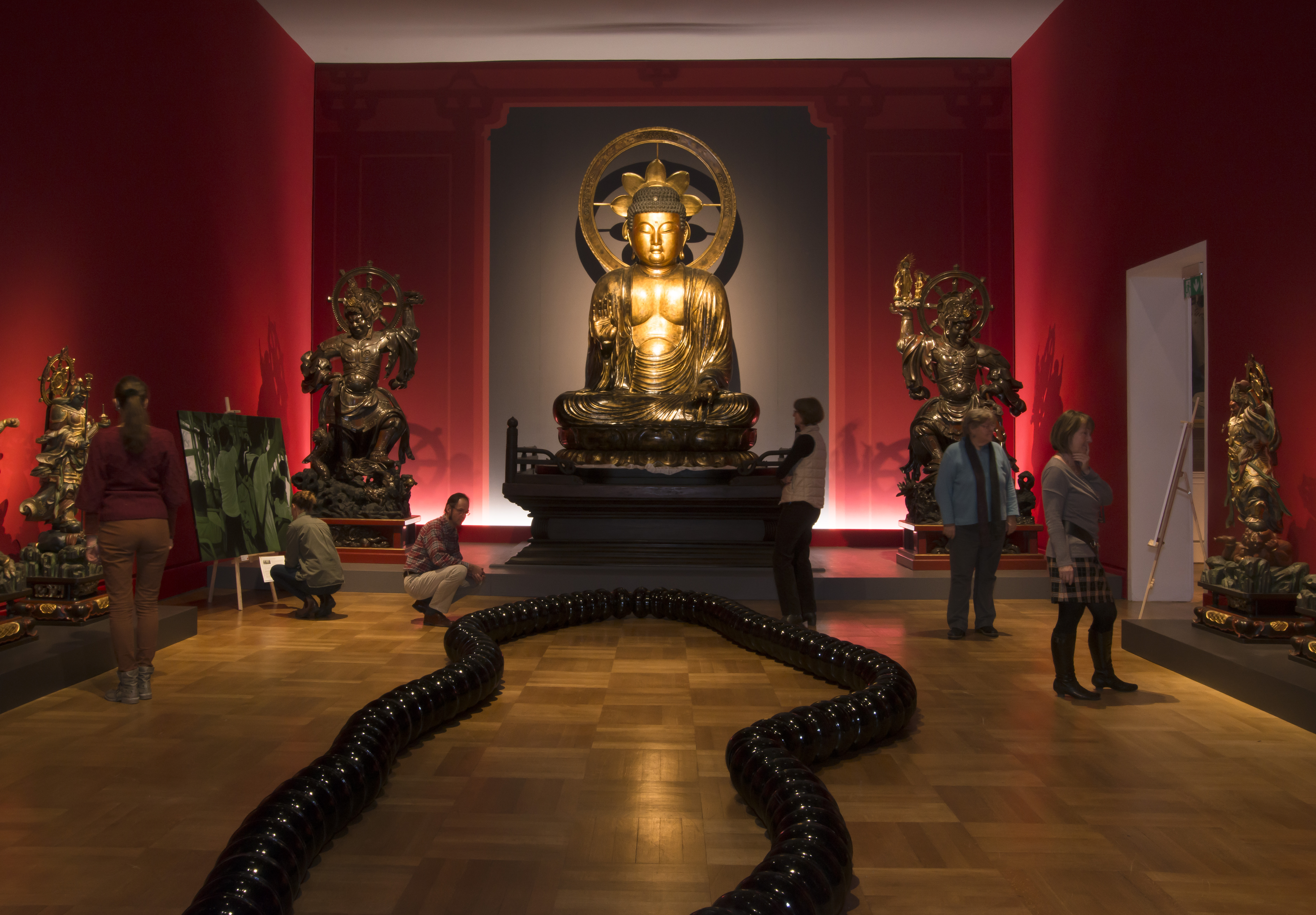
Blick in den Buddha-Saal des Museums Fünf Kontinente

Islamischer Orient – Die Sammlung Orient umfasst etwa 20.000 Gegenstände materieller Kultur islamisch geprägter Gesellschaften und der mit ihnen lebenden christlichen und jüdischen Gruppen aus Südost-Europa, Nordafrika, Westasien sowie Zentral- und Südwestasien. Daneben enthält sie vorislamische archäologische Objekte aus dem antiken Südarabien und aus Luristan im westlichen Iran ebenso wie Ethnographica des späten 19. und frühen 20. Jahrhunderts, z. B. aus dem Hindukusch (Nuristan-Sammlung).
Die islamisch geprägten ethnographischen Sammlungen beinhalten überwiegend Schmuck aus dem Jemen (Slg. Werner Daum) und Afghanistan (Slg. Kurt und Ursula Rossmanith) sowie Alltagsgegenstände und Devotionalien aus dem Kaukasus, Nordafrika, Iran, Pakistan und Zentralasien (Sammlungen Gebrüder Schlagintweit, Lucian Scherman, Jürgen Wasim Frembgen, Gottfried Merzbacher, Oskar Niedermayer, Winifred Blackman und Adolf Dirr). Dazu zählen auch eine Sammlung von 180 türkischen Schattenspielfiguren und über 200 pakistanischen Sufi-Postern.
Die über 1300 Teppiche und Teppichfragmente bilden einen in Europa einzigartigen Schwerpunkt der Sammlung.
Meisterwerke der islamischen Kunst aus der Türkei, dem Nahen Osten, Iran, Irak und Moghul-Indien belegen die Fülle künstlerischen Schaffens. Neben Architekturelementen sowie persischen und moghulzeitlichen Buchillustrationen (Slg. Emil und Lilli Preetorius) seien beispielsweise eine silbertauschierte Messingplatte, die im 13. Jahrhundert für Badr ad-Din Lulu, den Herrscher von Mossul, Irak, hergestellt wurde sowie ein bronzenes Gießgefäß in Gestalt eines Hirschen aus der ägyptischen Fatimidenzeit (10./11. Jh.), genannt.

Im Sammelgebiet der zeitgenössischen Kunst sind Werke von Künstlerinnen und Künstlern wie z. B. Lalla Essaydi (Marokko/USA), Hojat Amani, Aneh Mohammad Tatari, Maryam Salour, Kamran Sharif, Homayoun Salimi (Iran/USA/Frankreich) sowie Lulwah Al Homoud (Saudi-Arabien/Großbritannien/Vereinigte Arabische Emirate), Maryam Rastghalam (Iran/Deutschland), Elisabeth Rössler (Deutschland) oder Hassan Massoudy (Irak) vertreten.

### Ost- und Südasien
- Ostasien: Unter den zahlreichen Ausstellungsgegenständen finden sich viele Gegenstände aus dem Buddhismus in Japan, Tibet und China, darunter die großen Buddhafiguren. Zu den Sammlungsschwerpunkten zählen:
  - Holzplastiken
  - Buddha Amitabha
  - Elfenbeinmodell einer Pagode vom chinesischen Kaiserhof
  - Schnitzereien aus China, Japan und Indonesien
  - Japanischer Tempelsaal mit großem thronendem Buddha und Wächterfiguren

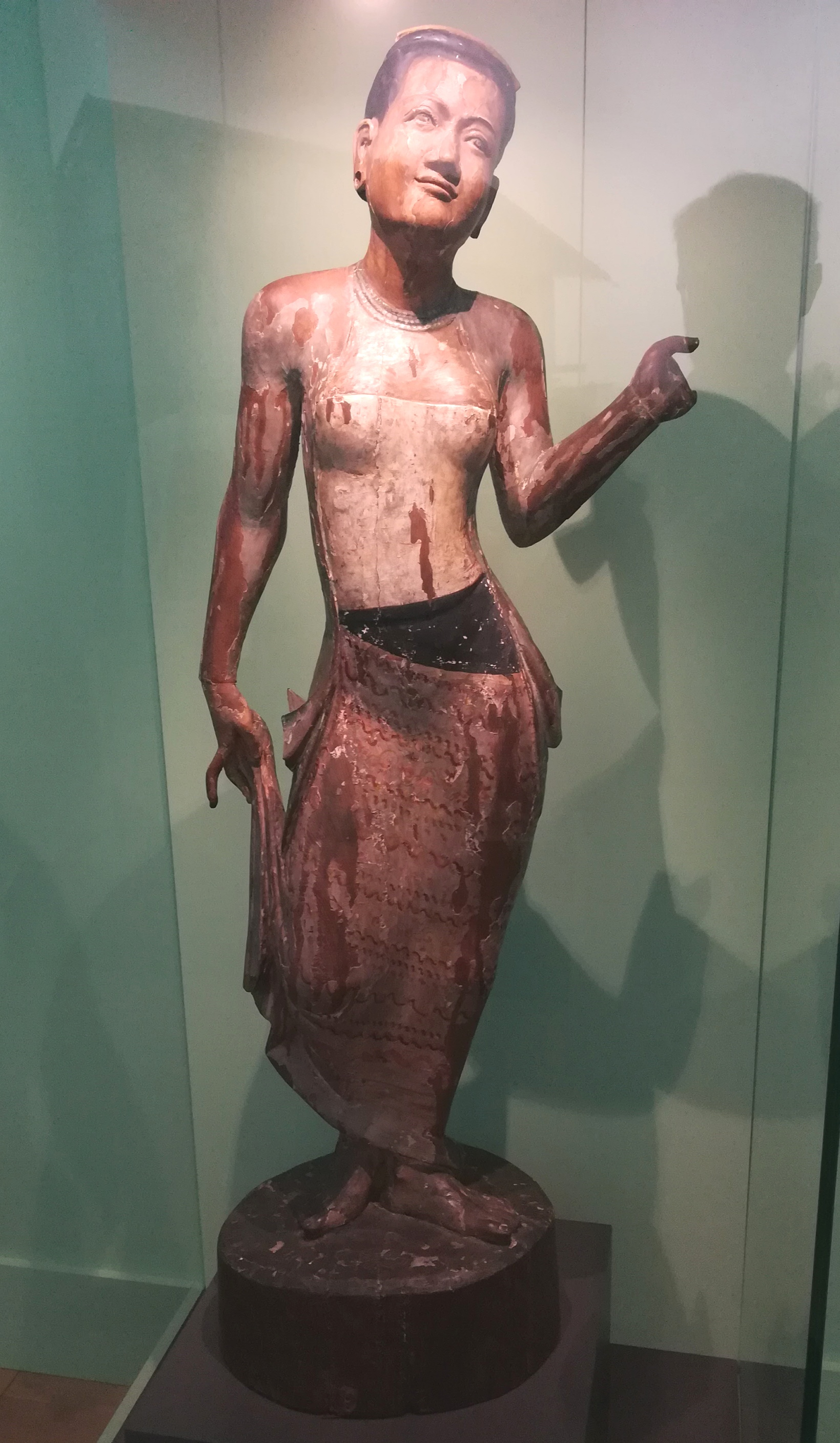
Burmesische Holzskulptur aus der Sammlung Lucian und Christine Scherman

Bedeutender Teil der Sammlung Alexander von Siebolds
- - Umfangreiche Sammlung japanischer Farbholzschnitte vom 17. bis ins 20. Jahrhundert

- Südasien und Südostasien:

Die Ausstellungsgegenstände, darunter Buddha-Skulpturen und Skulpturen von Gottheiten, aber auch aus der Alltagskultur, entstammen insbesondere der Religions- und Kulturgeschichte Indiens, Myanmars und Thailands. Ausgestellt sind beispielsweise:
- - Götterfiguren
  - Fragment des Kapardin Buddha
  - Buddhaköpfe
  - Statuen von Shiva und Krishna

### Australien und Ozeanien
Ozeanien: Die Exponate zeigen vor allem Götterfiguren und Kunstgegenstände, aber auch Kunstgegenstände die den Fischfang und die Verbindung zu den Ahnen durch die Tierwelt symbolisieren. Zu den Ausstellungsstücken gehören:
- Polynesische Stabgottheit (Cook-Inseln)
- Melanesisches Paddel mit Darstellung einer Fischfangszene
- Malanggan-Figur aus Melanesien
- Waffen und Schilde aus Australien

## Provenienzforschung
Im Rahmen von Provenienzforschungen setzt sich das Museum Fünf Kontinente mit der komplexen Geschichte seiner vielfältigen Sammlungen auseinander. Als wichtige historische Quellen, die den Eingang von Objekten dokumentieren und Einblick in die Sammeltätigkeit des Museums geben, wurden im Jahr 2020 die Inventarbücher des Museums bis 1959 online der Forschung und einer interessierten Öffentlichkeit zugänglich gemacht. Erwerbungen, die in kolonialen oder NS-verfolgungsbedingten Kontexten stehen, können so überall auf Welt unabhängig recherchiert und geprüft werden. Ermöglicht wurde die aufwändige Digitalisierung der Inventarbücher des Museums Fünf Kontinente durch eine Förderung des Bayerischen Staatsministeriums für Wissenschaft und Kunst.

## Bibliothek
Die Bibliothek des Museums Fünf Kontinente steht als öffentliche Präsenzbibliothek allen Besuchern offen. Sie beherbergt über 100.000 Bände ethnologischer Fachliteratur, vor allem zur materiellen Kultur und Kunst außereuropäischer Regionen und Gesellschaften, sowie 120 Zeitschriften.
Ein Online- und ein Zettel-Katalog erleichtern die Literaturrecherche. Der Online-Katalog für alle Werke, die nach 1999 erschienen sind, ist auch für externe Recherchen zugänglich.